# Giovanni D'Anzi
Giovanni D'Anzi, né le 1er janvier 1906 à Milan et mort à Santa Margherita Ligure le 15 avril 1974, est un musicien et compositeur italien.

## Biographie
Giovanni D'Anzi naît à Milan en 1906 de parents provenant du sud de l'Italie, Antonio D'Anzi et Maddalena Capasso. Son père, venant des Pouilles, arrive à Milan et commence à travailler comme contrôleur de la Birra Italia (it) avant de devenir propriétaire d'un restaurant. Sa sœur Maria étudie le piano avec maitre Rusconi, un pianiste aveugle, qui sera le premier à remarquer l'habileté de Giovanni.
Entre les années 1930 et 1950, il forme, avec Alfredo Bracchi, un couple d'auteurs pour des productions radiophoniques, cinématographiques et théâtrales. Plusieurs de leurs chansons sont des succès, notamment Ma le gambe, Bambina innamorata, Ma l'amore no (it), Ti parlerò d'amor (it) et El Biscella.
En 1934, il compose la musique et les paroles de Oh mia bela Madunina (it), une chanson dédiée à sa ville natale, Milan, et qui devient très populaire et en devient la chanson officielle. En 1969, il compose la musique et les paroles de Sentiss ciamà papà (it) (Le sentiment d'être appelé papa), en exprimant son désir de devenir père, jamais réalisé.
Pendant les années 1960, il se retire de toute activité musicale et s'installe à Santa Margherita Ligure (dite "La Santa" par les Milanais), se dédiant à la peinture.
Sa dernière apparition date du 5 avril 1974 dans l'émission "A tavola alle 7" présentée par Ave Ninchi.
À sa mort, en 1974, la municipalité de Milan l'honore du titre de « Milanais émérite » dans l'Edicola Palanti (it) du cimetière monumental de la ville.

## Filmographie partielle

### Musique de film
- 1939 : Nonna Felicita de Mario Mattoli
- 1942 : Ce soir, rien de nouveau de Mario Mattoli
- 1942 : La donna è mobile  de Mario Mattoli
- 1943 : La vita è bella de Carlo Ludovico Bragaglia
- 1943 : Ho tanta voglia di cantare de Mario Mattoli
- 1943 : L'avventura di Annabella de Leo Menardi
- 1945 : Toute la ville chante (Tutta la città canta) de Riccardo Freda
- 1946 : Partenza ore sette de Mario Mattoli
- 1952 : Era lei che lo voleva! de Marino Girolami et Giorgio Simonelli
- 1952 : Solo per te Lucia de Franco Rossi
- 1954 : Assi alla ribalta (it) de Ferdinando Baldi et Giorgio Cristallini
- 1955 : Ce soir, rien de nouveau (L'ultimo amante) de Mario Mattoli